# Берґфрідгоф (Гайдельберг)
Кладовище Берґфрідгоф є одним із сімнадцяти кладовищ міста Гайдельберг. Закладене у 1842 та відкрите у 1844 році, кладовище Берґфрідгоф стало першим кладовищем у місті Гайдельберг, що перебувало у комунальній власності та первісно мало назву Фрідгоф ан дер Штайґе. Воно розташоване на півдні Гейдельберга на місці колишнього виноградника, що піднімається на схід у північному кінці району Зюдштадт, який межує з районами Вестштадт і Гайзберг. Кладовище є міжконфесійним, одна частина позначена як єврейське кладовище. У 1933—1935 роках на терасі на південний схід над Берґфрідгофом було закладено Еренфрідгоф.

## Розташування
Цвинтар Берґфрідгоф простягається на неправильно обмеженій території площею 14,4 га на схід від вулиці Рорбахерштрассе, підвищуючись у східному напрямку. З півночі воно обмежене залізничною лінією, яка з'єднувала залізницю в долині Неккар з колишньою міською товарно-сортувальною станцією, з північного сходу — долиною, яку прорізає вулиця Штайґервеґ, зі сходу — лісом на досить крутому схилі, а з півдня — житловими будинками на вулицях Ґьорресштрассе та Панорамаштрассе.
Головний вхід на кладовище знаходиться з боку вулиці Рорбахерштрассе, звідки пряма стежка веде на схід до крематорію, збудованого у стилі класицизму. Кладовище має ще шість входів, три з яких знаходяться на північному сході на вулиці Штайгервеґ. Два північні з них в основному використовуються для під'їзду до кладовища і слугують доступом до адміністрації кладовища, обидва з яких розміщені в будівлях на північному сході. Адміністративна будівля збудована у простому сільському стилі. Верхній із входів на Штайґервеґ — це вхід до моргу і шлях до цвинтарної каплиці. Між каплицею і крематорієм пролягає так звана Професорська алея, вздовж якої розташовані пам'ятник Фрідріху Еберту, військовий меморіал та могили почесних гостей університету.
На вершині високого схилу на південному сході цвинтаря, у лісовій частині, до якої ведуть круті стежки зі сходами та сходинками з пісковику, є багато могил, яким понад 100 років, часто прикрашених гранітними валунами в людський зріст. Віднедавна в цій частині цвинтаря також здійснюються поховання під деревами. Імена похованих у такий спосіб викарбувані на латунних табличках на блоках пісковика.
У південній частині місцевості знаходиться єврейський цвинтар, який може бути закритий окремо через особливі релігійні правила. На південь від єврейського кладовища знаходиться Секція W, наймолодша секція кладовища, створена у 1950-х роках через брак місця. Невеликий старий сарай з пісковика був обладнаний нішами для урн і кованими дверима як вхід; сьогодні він слугує колумбарієм.
Кладовище налічує понад 17 405 могил, а вся мережа доріжок має довжину понад 20 кілометрів. Через велику територію та круті стежки, вже деякий час, особливо для відвідувачів похилого віку та людей з особливими потребами, на цвинтарі працює мобільний автобус.

## Історія
Ландшафтний архітектор Йоганн Крістіан Мецґер розпланував цвинтар, який сьогодні займає майже 15 гектарів, і керував його будівництвом з 1842 року. Цвинтар було урочисто відкрито у 1844 році. Йоганну Крістіану Мецгеру вдалося надати території цвинтаря «романтичного» вигляду, проклавши численні доріжки вздовж терасових схилів і засадивши територію місцевими та екзотичними листяними, хвойними деревами, які гармонійно вписалися в загальний ландшафт.
Цвинтарна каплиця, розташована перед крутим пагорбом на хребті, була зведена у 1842 році за проєктом міського архітектора Гейдельберґа Генріха Ґрайфа. Пілястри та пілястрові смуги з червоного пісковику структурують стіни будівлі. Віконні прорізи та карнизи також виконані з червоного пісковику. Частини будівлі облицьовані клінкерною плиткою. Дзвіниця на даху каплиці є дерев'яною конструкцією. Портал каплиці має багатостулкові дубові двері зі скляним склом і захищений навісом з кованого заліза і скла. Господарські та допоміжні приміщення каплиці, а також морг з окремими камерами, вишикуваними в ряд, розташовані в напрямку пагорба, прибудованого до задньої стіни каплиці. З плином часу цвинтарна каплиця і, зокрема, її важливі допоміжні приміщення частково перебудовувалися, розширювалися і неодноразово пристосовувалися до найсучасніших технічних стандартів з точки зору ефективності. До початку 1850-х років дзвін каплиці дзвонив на кожний похорон. Дзвонар потрапляв на дзвіницю з гірської сторони каплиці зовнішніми сходами.
У 1891 році на кладовищі Берґфрідгоф почав працювати новозбудований крематорій, другий найстаріший у Німеччині після крематорію у місті Ґота. У 1990-91 роках він був повністю модернізований. Кремація здійснюється в найсучасніших електричних печах. У 2000 році була встановлена нова система фільтрів для зменшення викидів.
Єврейське кладовище з його історично значущими місцями поховань використовується і сьогодні.
Як і в багатьох інших місцях, на гірському кладовищі Гайдельберґа з 2005 року існує так звана «могила-метелик для мертвонароджених дітей» (недоношених дітей вагою менше 500 г), для яких у Баден-Вюртемберзі є місце для поховання прямо на кладовищі. Батьки можуть знайти тут тихе місце для скорботи.
13 травня 2006 року було урочисто відкрито меморіал померлим від СНІДу.
Вже кілька років поспіль могили, що мають мистецьке та історичне значення і варті збереження, перепоховані в рамках концепції захисту пам'яток. Приймаючи могилу, зацікавлені особи отримують право на її використання. Кожна з спонсорованих могил є унікальною, оскільки могили, які повторно використовуються таким чином, були побудовані протягом тривалого періоду, близько 150 років з моменту відкриття кладовища.

## Меморіали
Меморіали вшановують пам'ять жертв концтаборів Аушвіц і Равенсбрюк, єврейську громаду Гайдельберга, знищену під час Голокосту, групу опору так званого Гуртка Герделера навколо Карла Фрідріха Герделера, а також полеглих у франко-прусській війні 1870/71 рр. На Меморіалі жертвам націонал-соціалізму вшановано пам'ять 27 борців антифашистського опору.

## Список важливих людей, похованих на кладовищі Берґфрідгоф
Серед багатьох особистостей, які поховані на гайдельберзькому Бергфрідгофі, — президент Рейху Фрідріх Еберт, диригент і композитор Вільгельм Фуртвенглер, поет і літературознавець Фрідріх Ґундольф, хіміки і дослідники Роберт Бунзен і Карл Бош, хірург і дослідник раку Вінценц Черні, астроном Макс Вольф, антрополог і доісторик Отто Шетензак, поет і перекладач Йоганн Генріх Фосс, теолог Мартін Дібеліус, винахідник Фелікс Ванкель, філософ права Густав Радбрух, фахівець з конституційного та міжнародного права Георг Єллінек, юрист Оскар фон Бюлов, соціолог Макс Вебер, священик Альфонс Бейль, поетеса Гільде Домін та багато інших:
Розташування могил
А-B
- Gerhard Anschütz (1867—1948), правознавець (відділ G)
- Friedrich Arnold (1803—1890), анатом, професор у Гайдельберзі (відділ F)
- Julius Arnold (1835—1915), патологоанатом, професор у Гайдельберзі (кафедра F)
- Marie Baum (1874—1964), громадська діячка (відділ WB)
- Alfons Beil (1896—1997), католицький священик і письменник
- Richard Benz (1884—1966), історик культури, почесний професор Гайдельберзького університету (відділ E)
- Carl Ludwig Blum (1796—1869), історик та географ (відділ B)
- Wilhelm Blum (1831—1904), політик та почесний громадянин Гайдельберга (відділ B)
- Johann Caspar Bluntschli (1808—1881), правознавець, професор Гайдельберзького університету (відділ D) (відділ D)
- Heinrich Bornkamm (1901—1977), теолог, професор у Гайдельберзі
- Carl Bosch (1874—1940), хімік, лауреат нобелевської премії (відділ WB)
- Hermann Braus (1868—1924), лікар та анатом
- Winfried Brugger (1950—2010), правознавець, професор у Гайдельберзі (відділ D)
- Julius Wilhelm Brühl (1850—1911), хімік, професор у Гайдельберзі (відділ R)
- Hermann Karl Robert Buddensieg (1893—1976), німецький письменник
- Robert Wilhelm Bunsen (1811—1899), хімік, професор у Гайдельберзі (відділ V)
- Oskar von Bülow (1837—1907), правознавець (відділ Z)

B-C
- Moritz Cantor (1829—1920), історик математики, почесний професор у Гайдельберзі (відділ Q)
- Maximilian Joseph von Chelius (1794—1876), офтальмолог, хірург, професор, почесний громадянин Гайдельберґу (відділ H neu)
- Julius Curtius (1877—1948), юрист, міністр закордонних справ та економіки (відділ B)
- Theodor Curtius (1857—1928), хімік, професор у Гайдельберзі (відділ WA)
- Vincenz Czerny (1842—1916), хірург, професор у Гайдельберзі (відділ T)
- Herbert Derwein (1893—1961), історик, керівник державного архіву Гайдельберґа (відділ J)
- Martin Dibelius (1883—1947), теолог, професор у Гайдельберзі (відділ D)
- Albrecht Dieterich (1866—1908), філолог, професор у Гайдельберзі (відділ Y)
- Hilde Domin (1909—2006), письменниця (відділ WA)
- Friedrich von Duhn (1851—1930), археолог, професор у Гайдельберзі (відділ O)
- Alexander von Dusch (1789—1876), бадський міністр зовнішньої політики (відділ E)

E–F
- Friedrich Ebert (1850—1914), архітектор (відділ X)
- Friedrich Ebert (1871—1925), президент (віділ V neu)
- Louise Ebert (1873—1955), дружина Фрідріха Еберта
- August Eisenlohr (1832—1902), єгіптолог, почесний професор у Гайдельберзі (відділ G)
- Friedrich Eisenlohr (1831—1904), математик, професор у Гайдельберзі (відділ G)
- Friedrich Endemann (1857—1936), юрист, професор у Гайдельберзі (відділ WB)
- Wilhelm Heinrich Erb (1840—1921), невролог, професор у Гайдельберзі (відділ R)
- Kuno Fischer (1824—1907), філософ, професор у Гайдельберзі (відділ D)
- Albert Fraenkel (1864—1938), лікар, професор у Гайдельберзі (відділ G)
- Nikolaus Friedreich (1825—1882), патологоанатом, професор у Гайдельберзі (відділ D)
- Ernst Fries (1801—1833), пейзажист (відділ E)
- Wilhelm Furtwängler (1886—1954), диригент та композитор, почесний громадянин Мангейму (відділ R)

G–H
- Karl Geiler (1878—1953), правознавець, ректор Гайдельберґського університету (відділ K)
- Georg Gottfried Gervinus (1805—1871), історик, професор у Гайдельберзі (відділ H)
- Leopold Gmelin (1788—1853), хімік, професор у Гайдельберзі (відділ E)
- Victor Mordechai Goldschmidt (1853—1933), мінеролог, професор у Гайдельберзі (відділ S)
- Eberhard Gothein (1853—1923), економіст, професор у Гайдельберзі (відділ V neu)
- Charles de Graimberg (1774—1864), митець, колекціонер старожитностей (відділ C)
- Maria Gräfin Graimberg-Bellau (1879—1965), соціальна реформаторка (відділ C)
- August Grisebach (1881—1950), історик мистецтва, професор у Гайдельберзі(відділ WB)
- Hanna Grisebach (1899—1988), історик мистецтва, професор у Гайдельберзі (відділ WB)
- Friedrich Gundolf (1880—1931), поет, літературознавець, професор у Гайдельберзі (відділ WA)
- Gustav Hartung (1887—1946), режисер та керівник театру (відділ Q)
- Oliver Hasenfratz (1966—2001), актор кіно (відділ Y)
- Adolf Hausrath (1837—1909), теолог, професор у Гайдельберзі (відділ D)
- Ludwig Häusser (1818—1867), історик, професор у Гайдельберзі, почесний громадянин Гайдельберґу (відділ D)
- Karl Heinsheimer (1869—1929), юрист, ректор Гайдельберґського університету (відділ Q)
- Willy Hellpach (1877—1955), психолог та політик (відділ D)
- Jakob Henkenhaf (1855—1927), архітектор (відділ Y)
- Johann Hoffmann (1857—1919), невролог (відділ Y)
- Johannes Hoops (1865—1949), англіст та медієвіст, ректор Гайдельберґського університету (відділ D)

- J–K
  - Elsbeth Janda (1923—2005), акторка кіно (колумбарій крематорію)
  - Camilla Jellinek (1860—1940), Активістка руху за права жінок та юристка (відділ D)
  - Georg Jellinek (1851—1911), Юрист з конституційного права, професор у Гайдельберзі (відділ D)
  - Gert Kalow (1921—1991), публіцист, редактор радіо Гессена (відділ D)
  - Ferdinand Adolf Kehrer (1837—1914), гінеколог, професор у Гайдельберзі (відділ T)
  - Franz Knauff (1835—1920), гігєніст, професор у Гайдельберзі(відділ D)
  - Rudolf Knietsch (1854—1906), хімік (відділ C)
  - Albrecht Kossel (1853—1927), фізіолог, професор у Гайдельберзі (відділ X)
  - Walther Kossel (1888—1956), фізик (відділ X)
  - Hermann Köchly (1815—1876), фіололог-класик, професор у Гайдельберзі (відділ D)
  - Leo Königsberger (1837—1921), математик, професор у Гайдельберзі (відділ D)
  - Emil Kraepelin (1856—1926), психіатр (відділ V)
  - Ludolf von Krehl (1861—1937), лікар (відділ D)
  - Richard Kuhn (1900—1967), хімік, лауреат нобелівської премії (відділ WB)
  - Adolf Kußmaul (1822—1902), лікар, професор у Гайдельберзі, почесний громадянин Гейдельберґа (відділ V)
  - Wilhelm Kühne (1837—1900), фізіолог, професор у Гайдельберзі (відділ D)

- L–M
  - Theodor Leber (1840—1917), офтальмолог, професор у Гайдельберзі(відділ R)
  - Ernst Anton Lewald (1790—1848), теолог, професор у Гайдельберзі
  - Hans Lewald (1883—1963), німецький правознавець
  - Hermann Lindrath (1896—1960), політик, міністр 1957—1960 (відділ V)
  - Franz von Liszt (1851—1919), кримінальний юрист, експерт з міжнародного права (відділ D)
  - Albert Mays (1818—1893), Місцевий політик, краєзнавець та колекціонер мистецтва (відділ D)
  - Carl Metz (1818—1877), Підприємець, засновник добровільної пожежної служби (відділ L)
  - Victor Meyer (1848—1897), хімік, професор у Гайдельберзі (відділ N)
  - Johannes Minckwitz (1812—1885), письменник (відділ D)
  - Johannes Minckwitz (1843—1901), шаховий публіцист
  - Karl Josef Anton Mittermaier (1787—1867), вчений-правознавець, почесний громадянин Гайдельберґу (відділ E)
  - Franz Moufang (1893—1984), радник з питань культури, суддя, колекціонер мистецтва(відділ D)
  - Nicola Moufang (1886—1967), мистецтвознавець та колекціонер (відділ D)

- N–P
  - Karl Gottfried Nadler (1809—1849) юрист та поет пфальцького діалекту (віділ D)
  - Carl Neinhaus (1888—1965), президент земельного парламенту, лорд-бургомістр і почесний громадянин Гайдельберґа (відділ Q)
  - Carl Neumann (1860—1934), мистецтвознавець та історик (відділ B)
  - Fritz Nötzoldt (1908—1987), торговець книгами та автор, колумбарій крематорію
  - Auguste Pattberg (1769—1850), поетеса (відділ R)
  - Heinrich Eberhard Gottlob Paulus (1761—1851), теолог, професор у Гайдельберзі (відділ D)
  - Ernst Posselt (1838—1907), бізнесмен та історик (відділ A)
  - Louis Posselt (1817—1880), аптекар, пізніше професор фармакології, засновник Posseltslust
  - Wilhelm Heinrich Posselt (1806—1877), лікар, разом з Карлом Людвігом Рейманом вперше виділив нікотин з тютюнової рослини (відділ A)

- R–S

- - Gustav Radbruch (1878—1949), філософ права, професор у Гайдельберзі (відділ WA)
  - Hans Reffert (1946—2016), музикант, композитор, митець образотворчого мистецтва
  - Otto Regenbogen (1891—1966), філолог — класик, професор у Гайдельберзі (відділ Y)
  - Erwin Rohde (1845—1898), філолог — класик, професор у Гайдельберзі (відділ N)
  - Michael Roscher (1960—2005), астролог (відділ WB)
  - Harry Rosenbusch (1836—1914), геолог, професор у Гайдельберзі (відділ U neu)
  - Hans Runge (Mediziner) (1892—1964), німецький гінеколог та акушер, професор (відділ D)
  - Alexander Rüstow (1885—1963), економіст, професор у Гайдельберзі
  - Wilhelm Salomon-Calvi (1868—1941) (відділ Y)
  - Alfred und Käthe Seitz, 1942 вбитий борець з режимом націонал — соціалізмом (Ehrengrab am Südeingang, 1951)
  - Gustav Simon (1824—1876), хірург, професор у Гайдельберзі (відділ H neu)
  - Albert Speer (1905—1981), Нацистський чиновник, військовий злочинець
  - Karl Bernhard Stark (1824—1879), археолог, професор у Гайдельберзі (відділ D)
  - Hugo Swart (1885—1952), мер Гайдельберґу (відділ F)

- Sch

- - Oskar Schepp (1900—1986), художник
  - Karl von Schlippe (1798—1867), хімік (відділ D)
  - Friedrich Christoph Schlosser (1776—1861), історик, професор у Гайдельберзі (відділ C)
  - Gustav Adolph Schlöffel (1828—1849), революціонер (відділ R)
  - Guido Philipp Schmitt (1834—1922), художник, почесний громадянин Гайдельберґу (віддл C)
  - Adolf Schmitthenner (1854—1907), Пастор і місцевий поет (відділ X)
  - Otto Schoetensack (1850—1912), антрополог, у 1938 році перепохований з італіського кладовища (віддл WB)
  - Fritz Schöll (1850—1919), фіололог, професор у Гайдельберзі(відділ Y)
  - Ehrhart Schott (1879—1968), хімік та підприємець, почесний громадянин міста Nußloch (віддл V)
  - Friedrich Schott (1850—1931), хімік та політик, почесний громадянин Гайдельберґу (відділ V)
  - Hans von Schubert (1859—1931), теолог та історик, професор у Гайдельберзі (відділ WA)
  - Hermann von Schulze-Gävernitz (1824—1888), Юрист з конституційного права, професор у Гайдельберзі (відділ C)

- T–V
  - Anton Friedrich Justus Thibaut (1772—1840), правознавець, ректор Гайдельберґського університету (Abt. D, Gebeine 1875 vom St.-Anna-Friedhof umgebettet) (відділ D)
  - Dmitrij Tschižewskij (1894—1977), славіст, професор у Гайдельберзі, вивчав філософію у Мартіна Гайдеггера та Карла Ясперса
  - Karl Adolph von Vangerow (1808—1870), правознавець, професор у Гайдельберзі (відділ D neu)
  - Theodor Verhas (1811—1872), хуждожник (відділ D)
  - Johann Heinrich Voß (1751—1826), поет, професор у Гайдельберзі (відділ D)

- W–Z
  - Eduard Wahl (1903—1985), правознавець, професор у Гайдельберзі MdB 1949—1969 (відділ H)
  - Max von Waldberg (1858—1938), філолог та літературознавець, професор у Гайдельберзі(відділ D)
  - Ernst Walz (1859—1941), мер та почесний громадянин Гайдельберґа (відділ D neu)
  - Felix Wankel (1902—1988), Інженер-механік та винахідник двигуна Ванкеля (відділ V neu)
  - Georg Weber (1808—1888), історик та філолог — класик (відділ L)
  - Marianne Weber (geb. Schnitger, 1870—1954), Активістка руху за права жінок та історикиня права (відділ E)
  - Max Weber (1864—1920), Соціолог, юрист, національний та соціальний економіст (відділ E)
  - Robert Weber (1906—1987), місцевий політик, 1958—1966 мер Гайдельберґа (відділ R)
  - Johannes Weiß (1863—1914), теолог — євангеліст (відділ L)
  - Carl Theodor Welcker (1790—1869), Юрист, викладач університету та ліберальний політик (відділ R)
  - Karl Wilckens (1851—1914), 1885—1913 місцевий політик, мер Гайдельберґа (відділ Y)
  - Ludwig Wilser (1850—1923), письменник та расовий історик (відділ Y)
  - Wilhelm Windelband (1848—1915), Філософ, професор і засновник південно-західної німецької або «баденської школи» (відділ X)
  - Max Wolf (1863—1932), астроном (відділ WB)
  - Reinhold Zundel (1930—2008), місцевий політик 1966—1990 та почесний громадянин Гайдельберґу (відділ O)

## Меморіал пам'яті померлих від СНІДу
Меморіал померлим від СНІДу було відкрито 13 травня 2006 року. Місто Гейдельберг встановило це місце пам'яті власним коштом у співпраці з управлінням нерухомості, ландшафтним бюро та адміністрацією кладовища, таким чином вшановуючи самовіддану працю «AIDS-Hilfe Heidelberg». Раз на рік, з нагоди Всесвітнього дня боротьби зі СНІДом 1 грудня, AIDS-Hilfe Heidelberg організовує невелику церемонію на меморіальному місці для родичів і друзів померлих.
У центрі невеликої площі стоїть обеліск з чорного граніту. На верхівці обеліска видніється червона стрічка СНІДу. До постаменту прикріплена бронзова дошка зі словами пам'яті: Ми беремося за руки і плачемо за…
нашими друзями, нашими партнерами, нашими родичами і всіма
кого ми втратили через СНІД.
Ми ніколи вас не забудемо!
СНІД-ДОПОМОГА ГАЙДЕЛЬБЕРГ
Майданчик навколо обеліска був вимощений старою бруківкою з пісковика аж до прилеглих насаджень. Спеціально для меморіального місця була встановлена гранітна лавка (граніт був взятий з терикону старої могили). Родичі та друзі можуть покласти пофарбовані камені з написами на площі навколо обеліска в пам'ять про загиблих.